# Syn člověka (obraz)
Syn člověka (francouzsky Le fils de l'homme) je olejomalba na plátně belgického surrealistického malíře Reného Magritta z roku 1964, jeden z jeho nejznámějších obrazů. Zobrazuje muže v kabátu a buřince stojícího před zídkou, za níž je moře a zamračená obloha. Mužovu tvář zakrývá zelené jablko s listy, jeho oči částečně za jablkem vykukují. Levá paže se mírně ohývá v lokti směrem dozadu. Obraz se podobá jiné Magrittově malbě, Velká válka (La grande guerre, 1964), na níž je zobrazena žena před zídkou a mořem s obličejem zakrytým květinou. Na jiném Magrittově obrazu, Chuť neviditelného (Le Gout de l'invisible, 1927), je rovněž zobrazen muž s jablkem, ale na abstraktním pozadí. Motiv zeleného jablka Magritte použil i v dalších obrazech. Obraz hraje důležitou roli ve filmu Aféra Thomase Crowna (1999).